# Savoonga
Savoonga es una ciudad ubicada en el Área censal de Nome en el estado estadounidense de Alaska. En el Censo de 2010 tenía una población de 671 habitantes y una densidad poblacional de 42,5 personas por km².

## Geografía
Savoonga se encuentra en las coordenadas 63°40′51″N 170°28′58″O / 63.68083, -170.48278. Según la Oficina del Censo de los Estados Unidos, Savoonga tiene una superficie total de 15.79 km², de la cual 15.79 km² corresponden a tierra firme y (0%) 0 km² es agua.

## Demografía
Según el censo de 2010, había 671 personas residiendo en Savoonga. La densidad de población era de 42,5 hab./km². De los 671 habitantes, Savoonga estaba compuesto por el 4.92% blancos, el 0% eran afroamericanos, el 94.49% eran indígenas, el 0.15% eran asiáticos, el 0% eran isleños del Pacífico, el 0% eran de otras razas y el 0.45% pertenecían a dos o más razas. Del total de la población el 0% eran hispanos o latinos de cualquier raza.